# Restorfer See
Der Restorfer See ist ein Stillgewässer in der Gemeinde Höhbeck im Landkreis Lüchow-Dannenberg in Niedersachsen. Der etwa 1,3 km lange und maximal 80 m breite See liegt am östlichen Ortsrand und nordöstlich von Restorf und östlich der Landesstraße L 258. Der Abfluss am südlichen Ende des Sees erfolgt über die Seege, einen linken Nebenfluss der Elbe.